# Parafia greckokatolicka Opieki Matki Bożej w Zielonej Górze
Parafia greckokatolicka pw. Opieki Matki Bożej w Zielonej Górze – parafia greckokatolicka w Zielonej  Górze. Parafia należy do eparchii wrocławsko-koszalińskiej i znajduje się na terenie dekanatu zielonogórskiego.

## Historia parafii
Parafia greckokatolicka pw. Opieki Matki Bożej funkcjonuje od 1957 r., księgi metrykalne prowadzone są od 1968 r.

## Duszpasterstwo
Poprzedni duszpasterze:
- 1956–1961 – ks. Michał Pasławski
- 1961–1969 – ks. Grzegorz Fedoryszak
- 1969–1972 – ks. Piotr Maziar
- 1972–1977 – ks. Jarosław Wodonos
- 1977–1989 – ks. Andrzej Rożak
- od 1989 – ks. mitrat Julian Hojniak